# 矢數道明
矢數 道明（1905年12月7日—2002年10月21日），本名四郎，號道明，生於日本茨城縣那珂郡大宮町（今常陸大宮市），醫學博士與醫師，為漢方醫學家，在昭和年間推動漢方醫學復興。他也是一位醫學史家。

## 生平
其父名矢數辰之助。矢數道明在家中排行第四，登記戶籍的名稱為矢數四郎。其長兄矢數格也是一位醫師，為森道伯門下。
1924年，矢數道明畢業於水戸商業學校（今水戸商業高校）後，受其長兄的鼓勵，決定從事醫學工作。擔任了一年半的代理教師，以積蓄學費，並通過醫專考試，進入東京醫學専門學校（今東京醫科大學）。1930年畢業後，跟隨其兄矢數格，進入森道伯門下學習漢方醫學。1931年，自號道明。1933年，與其弟有道，在東京開設溫知堂醫院，漸漸有了名氣。
1933年，其弟有道罹患傷寒住院，延請在醫院附近開設診所的大塚敬節前往探視。大塚敬節以茯苓甘草湯診治後，矢數有道病癒出院。矢數道明為後世派，大塚敬節為古方派，兩人認識之後，經常一起討論醫理。
1934年，矢數道明、大塚敬節與清水藤太郎發起日本漢方醫學會，推動漢方復興運動。
1938年，大塚敬節與矢數道明提案，希望日本、中國與滿洲國三國的漢醫學者能聯合起來，成立了東亞醫學協會。中國的葉橘泉、張繼有、楊醫亞也在日本參與交流。1939年，開始發行《東亞醫學》月刊。
1941年，矢數道明被徵召成為軍醫。在政府命令下，《東亞醫學》月刊與針灸雜誌《日本醫道》、漢方雜誌《漢醫與漢藥》合併發行。
1946年，二次世界大戰結束，矢數道明退伍，回到故鄉茨城縣行醫。
1949年，推動日本東洋醫學會成立，擔任準備委員。1950年，日本東洋醫學會正式成位，他擔任理事。1954年，發行《漢方臨床》月刊。1959年至1962年間，擔任第四任理事長。
1951年，他回到東京，在新宿區開設温知堂矢數醫院。1953年，協助東京醫科大學教授，編寫《東洋醫學概要》。1954年，在東京醫科大學進修藥理學。於1959年取得醫學博士學位。
1980年，在大塚敬節過世後，接任北里大學東洋醫學總合研究所所長職位。
2002年過世，戒名仁光院道譽明壽居士。